# Funiculaire de Beauvais
Le funiculaire de Beauvais était un projet de funiculaire reliant le centre-ville de Beauvais au quartier Saint-Jean.
Il aurait permis de renforcer les transports sur l'axe reliant les deux quartiers. En parallèle, le coteau lui-même aurait été aménagé en parc public (cela a été fait plus tard).

## Historique
L'idée d'un funiculaire reliant le plateau Saint-Jean au centre-ville apparaît en 2006. Elle est mentionnée, en 2007, dans le livre blanc « Beauvais 2015 ».
Une étude de faisabilité est proposée en novembre 2008 et une étude lancée auprès de 400 habitants du quartier en mai 2009. Mais en octobre, le projet est qualifié d'abandonné, et par ailleurs jugé « bling-bling » par l'adjoint à l'urbanisme de la ville.
En septembre 2013, le projet, maintenant dit également de téléphérique, est remis sur les rails, avec la demande d'une subvention d'État.
Finalement, en mars 2014, il n'est plus à l'ordre du jour, au même titre qu'une centaine d'autres projets de transport, du fait de la suspension de l'écotaxe qui devait contribuer à le financer,.

## Description et contexte
Le téléphérique, tel que décrit en 2013, aurait survolé le coteau Saint-Jean sur 300 m et compris deux gares, l'une près de la piscine Aldebert Bellier, l'autre sur le parking Chevalier, près du théâtre. Son coût était estimé entre 6 et 8 millions d'euros.
Il aurait eu pour but de désenclaver le plateau, séparé du centre par une butte de 50 m de dénivelé.
Des rencontres avec les entreprises Poma et Leitner ont été faites.